# Новая Курешница
Новая Курешница также Курешница Ноуэ (рум. Cureşniţa Nouă) — село в Сорокском районе Молдавии. Наряду с селом Шолканы входит в состав коммуны Шолканы.

## География
Село расположено на высоте 199 метров над уровнем моря.

## Население
По данным переписи населения 2004 года, в селе Курешница Ноуэ проживает 341 человек (168 мужчин, 173 женщины).
Этнический состав села:
| Национальность | Число жителей | Процентный состав |
| -------------- | ------------- | ----------------- |
| молдаване      | 336           | 98,53             |
| украинцы       | 2             | 0,59              |
| румыны         | 2             | 0,59              |
| прочие         | 1             | 0,29              |
| Всего          | 341           | 100 %             |